# Tautira
Tautira es una comuna asociada de la comuna francesa de Taiarapu-Este que está situada en la subdivisión de Islas de Barlovento, de la colectividad de ultramar de Polinesia Francesa.

## Composición
La comuna asociada de Tautira comprende una fracción de la isla de Tahití y la isla de Mehetia:
| Comuna asociada de Tautira    |                  |                  |                    |
| Fracción de la isla de Tahití | Población (2012) | Superficie (km²) | Densidad (hab/km²) |
| Tautira                       | 2418             | 86.9             | 28                 |
| Isla                          | Población (2012) | Superficie (km²) | Densidad (hab/km²) |
| Mehetia                       | 0                | 2.3              | 0                  |

## Demografía
| Gráfica de evolución demográfica de Tautira entre 1977 y 2012 |
|                                                               |

Fuente: Insee